# Гали
Га́ли, Гал (абх. Гал, груз. გალი Гали) — город в Абхазии, в Галском районе частично признанной Республики Абхазия, согласно административному делению Грузии — в Гальском муниципалитете Абхазской Автономной Республики; административный центр, расположен в 77 км к юго-востоку от Сухума.

## История
Территория современного Гали составляла основную часть средневекового удельного абхазского княжества Самурзакан. Название Самурзакан происходит от имени владетельного князя Мурзакана Чачба («Земля Мурзакана»), которому во владение был предоставлен этот район. Изначально Гал был простым абхазским поселением, только в 1932 он получил статус города, основателем города считается долгожитель, абхаз Тлабган Кецба.
Историк-краевед Константин Давидович Мачавариани, известный своим путеводителем по Сухумскому краю, писал об этих землях так:
«…Этот край называется Самурзакано, потому что он был вотчиной Мурзакана Чачба. Сегодня (1895 г.) всех абхазов не более 52 тысяч и живут они в трёх уездах: Гудаутском, Кодорском и Самурзаканском…»
Во время абхазо-грузинской войны с августа 1992 года по октябрь 1993 года абхазские вооруженые отряды взяли под свой контроль Гальский район, в котором в 1989 году проживало 75 000 грузин/мегрелов, или 94 % всего населения.
Ранее в 1886 году в Абхазии даже после махаджирства проживало свыше 58.000 абхазов (около 85 %), и только чуть более 4.000 мегрелов и грузин.

## Население
| Численность населения | Численность населения | Численность населения | Численность населения | Численность населения | Численность населения | Численность населения |
| 1886                  | 1926                  | 1939                  | 1959                  | 1970                  | 1979                  | 1989                  |
| --------------------- | --------------------- | --------------------- | --------------------- | --------------------- | --------------------- | --------------------- |
| 2401                  | 2046+1259             | 3847                  | ↗9368                 | ↗13 628               | ↗14 405               | ↗15 763               |
| 2003                  | 2011                  | 2015                  | 2016                  | 2017                  | 2018                  | 2019                  |
| ↘7169                 | ↗7605                 | ↘7485                 | ↘7438                 | ↗7443                 | ↗7446                 | ↗7447                 |
| 2020                  |                       |                       |                       |                       |                       |                       |
| ↗7449                 |                       |                       |                       |                       |                       |                       |

По данным переписи 1989 года, население города составило 15 763 жителей. По данным на 2003 год, население города сократилось до 7169 человек; по данным на 2011 год, численность населения города составила 7605 человек, из них мегрелы/грузины — 96,8 % (7360 чел.), абхазы — 1,7 % (126 чел.), русские — 1,0 % (73 чел.), армяне — 0,1 % (11 чел.), украинцы — 0,1 % (10 чел.).
По данным второй половины XIX века, в Российской империи население района было выделено в отдельную народность самурзаканцы, которые говорили на мегрельском языке. Согласно данным 1886 года, самурзаканцев насчитали порядка 30 000 человек, по переписи 1897 года их по языку включили в состав абхазов. В настоящее время население района отождествляет себя грузинами. Основной язык общения — мегрельский, в меньшей степени — грузинский, реже — русский.

## Известные люди
- Джобава Баадур Александрович (род. 1983) — грузинский шахматист, гроссмейстер (2001), двукратный чемпион Грузии (2003 и 2007). Участник пяти олимпиад (2000—2008).
- Хорава Давид Елгуджаевич (род. 1988) — спортсмен-паралимпиец.
- Чежия Ираклий Робертович (род. 1992) — российский футболист.
- Шавгулидзе Шота Иосифович (1915—1963) — советский и грузинский футболист, защитник. Заслуженный мастер спорта СССР (1941).
- Зантарая Георгий Малхазович (род. 21 октября 1987) — украинский дзюдоист грузинского происхождения, участник летних Олимпийских игр в Лондоне, победитель и призёр чемпионатов мира и Европы, заслуженный мастер спорта.

## Топографические карты
- Лист карты K-37-60 Зугдиди. Масштаб: 1 : 100 000. Состояние местности на 1986 год. Издание 1987 г.